# Thorvald Niss
Thorvald Simeon Niss (* 7. Mai 1842 in Assens (Fünen); † 11. Mai 1905 in Frederiksberg) war ein dänischer Porzellan-, Landschafts- und Marinemaler sowie Grafiker. Er gehörte zu den Skagen-Malern.

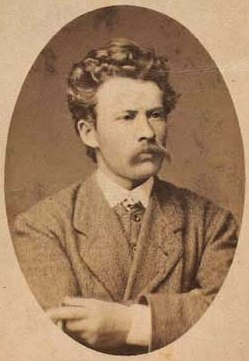
Thorvald Niss
Foto von Heinrich Tønnies

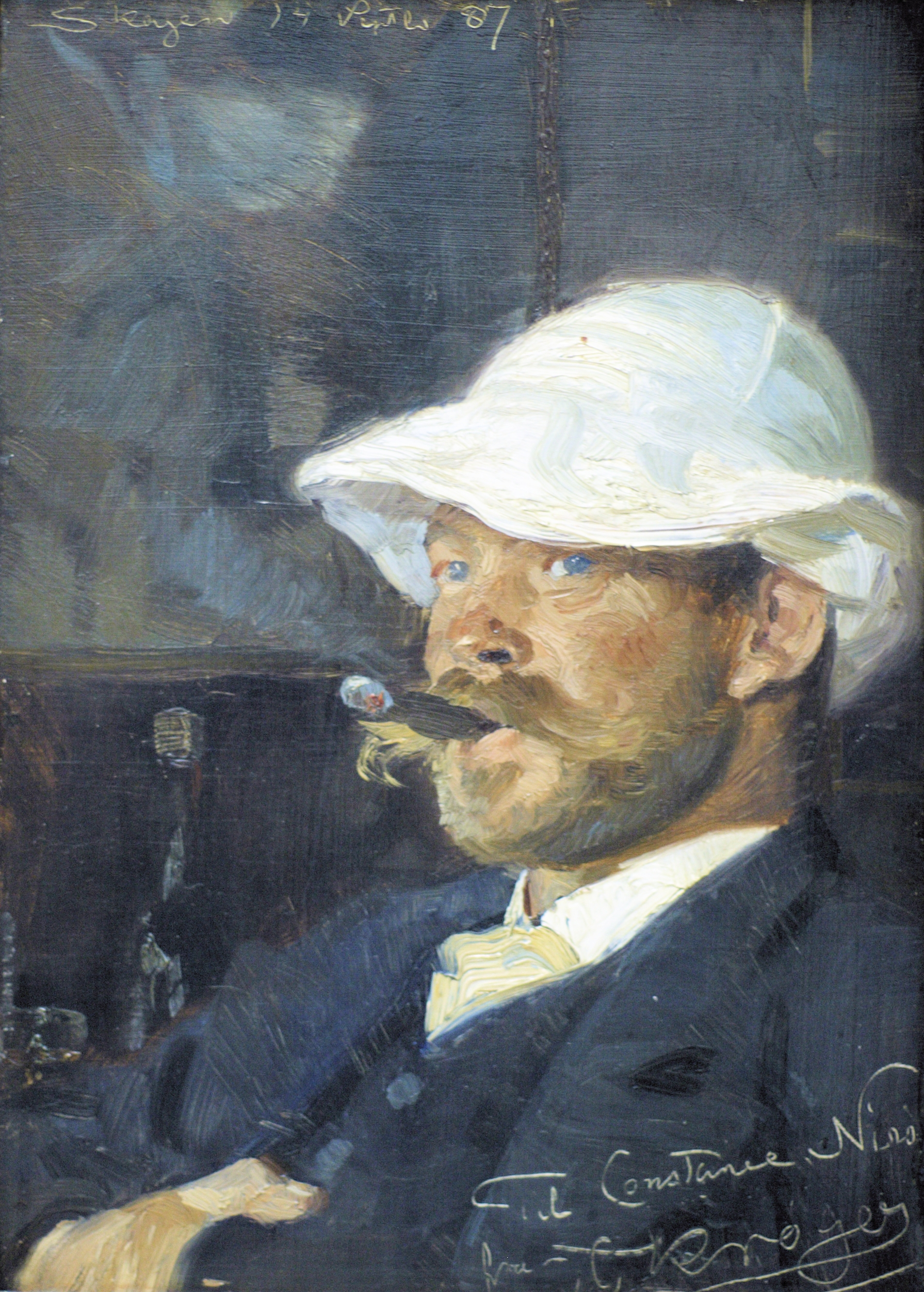
Thorvald Niss
Bildnis von P. S. Krøyer

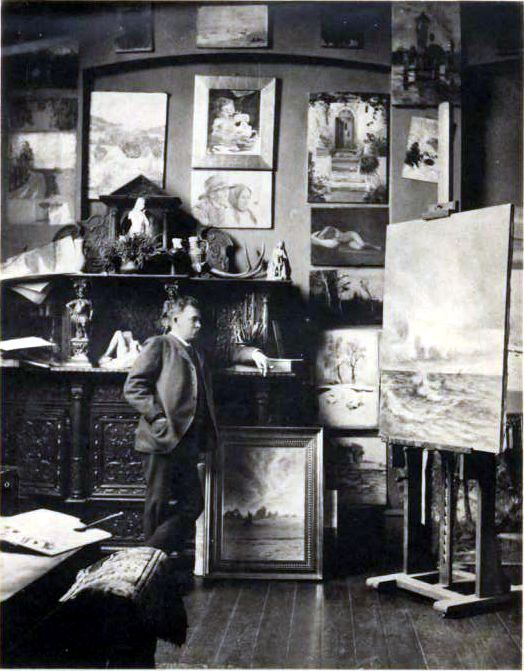
Thorvald Niss in seinem Atelier, um 1892

## Leben und Wirken
Thorvald Niss war ein Sohn des Malermeisters Niels Frederik Niss (1810–1881) und dessen Frau Barbara Kirstine, geborene Ploug-Hempel (1812–1852). Die erste Ausbildung erhielt er bei seinem Vater in Assens. Mit etwa 14 Jahren begann er in Fredericia eine Malerlehre und war ab 1860 als Geselle in diesem Beruf tätig. Ab 1861 besuchte er die Abendkurse der Königlich Dänischen Kunstakademie in Kopenhagen. Durch Vermittlung von Gustav Friedrich von Hetsch begann er ab 1862 als Porzellanmaler an der Königlichen Porzellanmanufaktur, unterbrochen 1864 von der Teilnahme am Zweiten Schleswig-Holsteinischen Krieg in einem Freikorps. Danach setzte er seine Studien an der Kunstakademie bis 1869 fort. 1870 nahm er erstmals an der Charlottenborg Frühjahrsausstellung teil und danach regelmäßig während seines ganzen Lebens.
Seine feste Anstellung als Porzellanmaler beendete er 1877, um als freier Künstler zu arbeiten. Seine frühen Bilder zeichneten sich durch einen trockenen akademischen Stil ohne wirklich eigenständige Form aus. Zum Ende der 1870er Jahre fand er zu seinem Malstil, als er in Kontakt zu Otto Bache kam, in dessen Atelier er arbeitete und sich unter Baches Anleitung mit der Freilichtmalerei vertraut machte. In der Motivwahl orientierte er sich zunächst an Landschaftsmalern wie Christian Zacho und Godfred Christensen (1845–1928). Er widmete sich mit Vorliebe der Wiedergabe von Waldlandschaften im Herbst, die bald allgemeine Aufmerksamkeit erregten, aber auch der Winter faszinierte ihn. 1883 erhielt er für sein Gemälde Vinterlandskab – Fra Folehaven die Jahresmedaille der Akademie. Das Werk wurde vom Statens Museum for Kunst, der dänischen Nationalgalerie, angekauft, was ihm größere Anerkennung verschaffte. Dank eines Reisestipendiums der Akademie konnte er 1885/86 nach Italien und Griechenland reisen. Die Reisen brachten Veränderungen in seine Sujets. Dem bevorzugten romantisch-melancholischen folgte nun eine aufgehellte Palette mit kraftvoll auf die Leinwand gebrachten leuchtenden Farbflecken und gleißenden Lichtreflexen.
Im Jahr 1887 besuchte er erstmals Skagen, wo er im Folgejahr Mitglied der Künstlerkolonie – der Skagen-Maler – wurde. Aus dieser Zeit gibt es zwei von P. S. Krøyer gefertigte Porträts und zudem wurde er von Krøyer auf dessen Fest-Gemälde Hip, hip, hurra! dargestellt. In Skagen entwickelte er sich zu einem bedeutenden Marinemaler, der seine Seestücke mit Meeresbrandung, Wellen und Gischt unter hohem Horizont meisterhaft gestaltete.
Thorvald Niss war 1889 und erneut 1900 mit jeweils fünf Werken auf den Weltausstellungen in Paris vertreten. Das Ancker-Legat ermöglichte ihm 1893 eine Seereise, die ihn über Antwerpen, Kap Finisterre, Portugal und Sizilien nach Griechenland führte. Ein weiteres Betätigungsfeld wurden nun Lithographien, Radierungen und Entwürfe für Buchumschläge.
Zum Mitglied des Akademierates wurde er 1887 ernannt (wiedergewählt 1890) und am 26. Mai 1892 Ritter des Dannebrog. Er war ab 1892 Mitglied der Zensurkomission für die Frühjahrsausstellung in Charlottenborg. Weiterhin war er Mitglied der Kunstnerforeningen af 18. november – Künstlervereinigung vom 18. November, 1880–82 im Künstler- und Gelehrten-Verein Bogstaveligheden – Die Wörtlichkeit. und korrespondierendes Mitglied der Münchener Secession.
Thorvald Niss heiratete am 27. Januar 1872 in Kopenhagen Caroline Christine Bjergrav (1849–1876), die Tochter eines Reepschlägers. Nach deren frühen Tod heiratete er am 25. Februar 1881 in Hillerød Constance Andrea Ludovica Frederikke Møller (1855–1905), Tochter eines Bezirksrat und Kaufmanns. Niss litt später unter psychischen Problemen und starb 1905 im Alter von 63 Jahren, im selben Jahr wie seine zweite Frau. Er wurde auf dem Hillerød Kirkegård begraben.

## Ehrungen
- 1875: Den Sødringske Opmuntringspræmie[4] (für Nordsjællandsk Landskab, Motiv fra Hornby – Nordseeländische Landschaft …)
- 1878: Akademiestipendium
- 1882: Österreichische goldene Staatsmedaille, Erste Internationale Kunstausstellung im Künstlerhaus Wien (für Septemberdag i Jægersborg Dyrehave)[5][6]
- 1883: Aarsmedaillen[7] (für Fra Folehaven, et stengærde ved et skovbryn – Von Folehaven, ein Steinzaun am Waldrand)
- 1885/86: Akademiestipendium (Reise nach Italien)
- 1889: Silber-Medaille, Weltausstellung Paris
- 1892: Dannebrogorden (Ridder af Dannebrog)
- 1893: Det anckerske Legat,[3] (Seereise nach Griechenland)
- 1900: Silber-Medaille, Weltausstellung Paris[1]

## Werke (Auswahl)
Werke von Thorvald Niss befinden sich in allen bekannten Museen Dänemarks, in Kopenhagen etwa im Statens Museum for Kunst, im Stadtmuseum und der Sammlung Hirschsprung sowie unter anderem im Randers Kunstmuseum, Skagens Museum sowie im Skovgaard Museum in Viborg. In der Datenbank des Kunstindeks Danmark & Weilbachs Kunstnerleksikon sind 91 Gemälde Thorvald Niss’ in dänischen Museen aufgelistet.

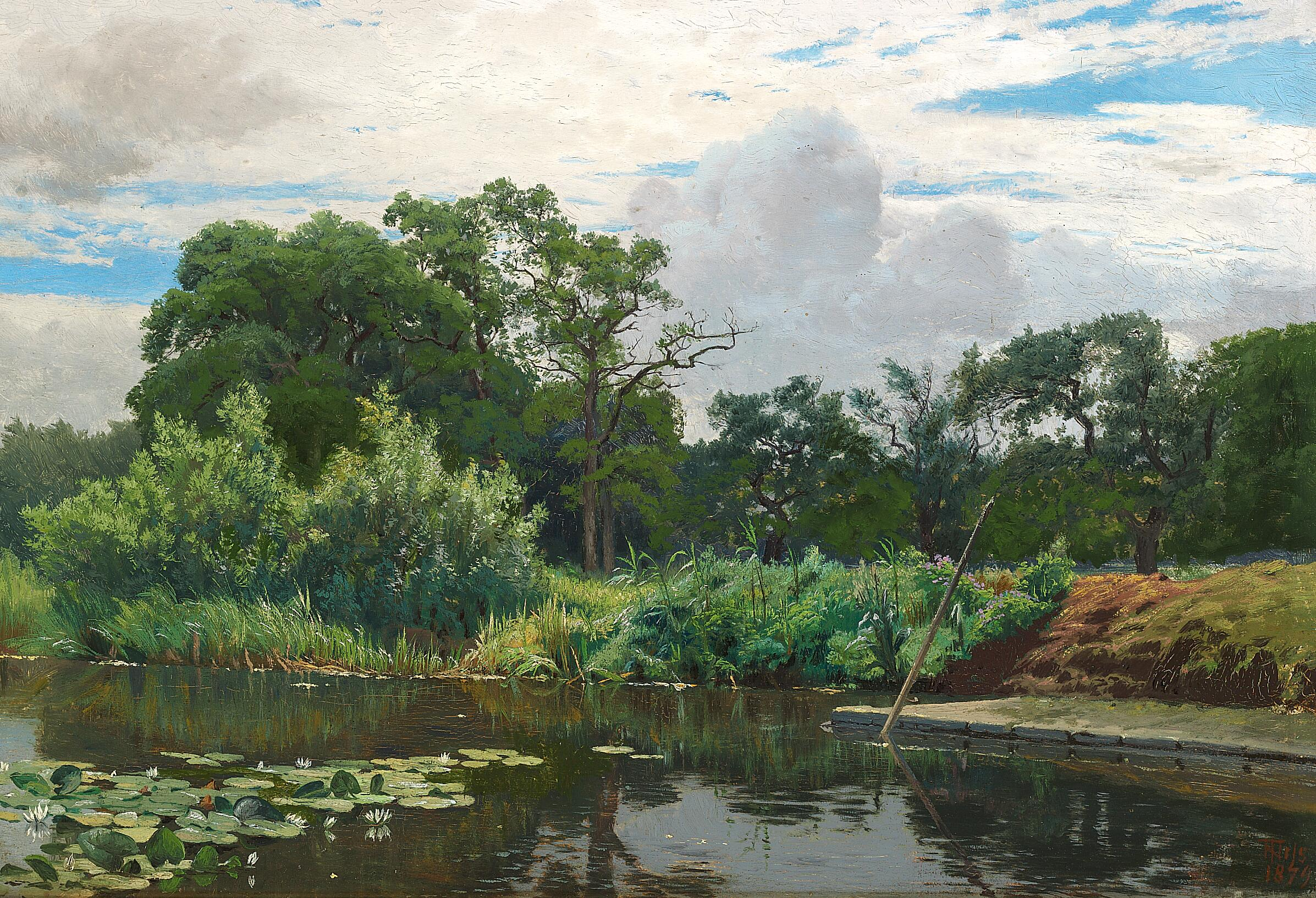
Partie an einem See mit Seerosen, im Hintergrund ziehende Wolken über belaubten Bäumen (1879)
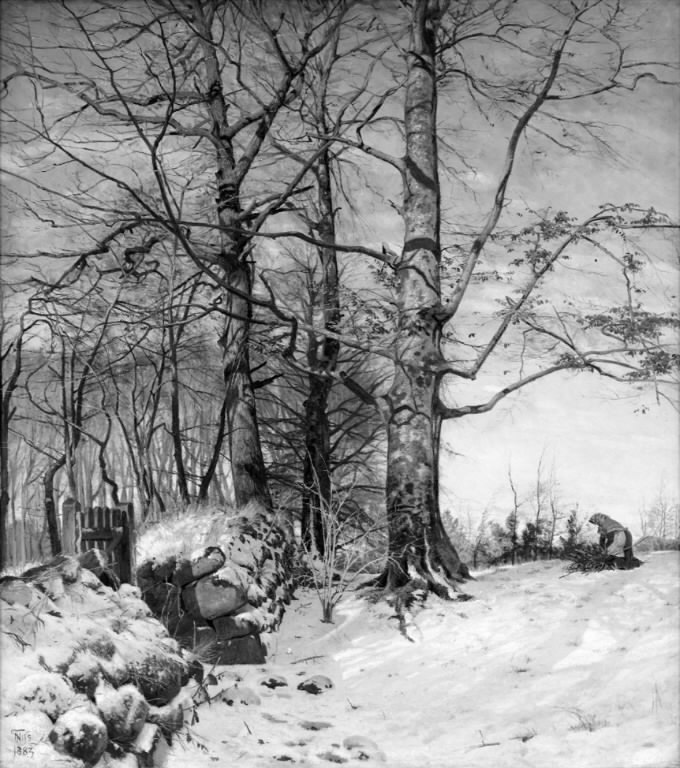
Von Folehaven, ein Steinzaun am Waldrand (1883) – Statens Museum for Kunst
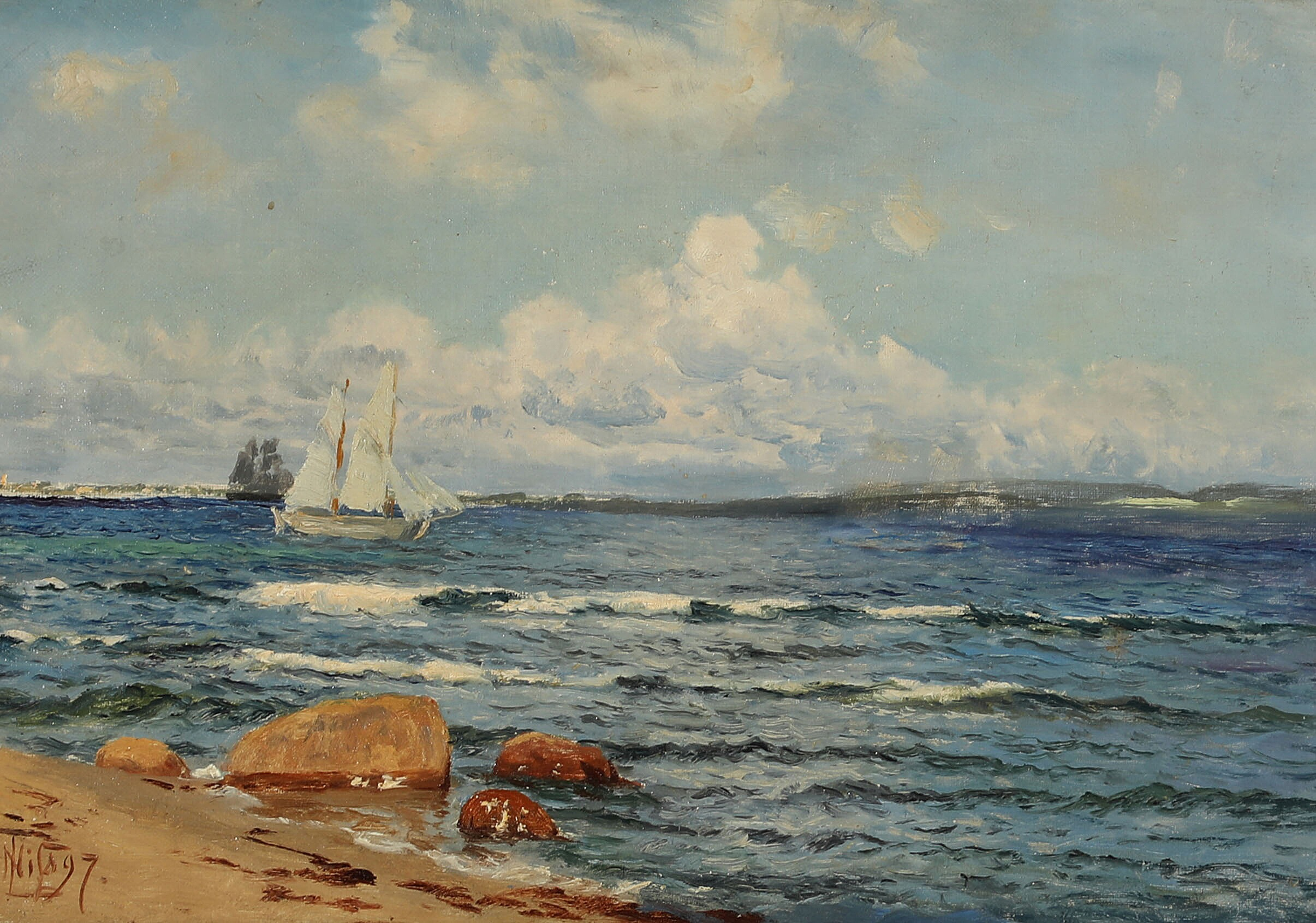
Frischer Sommertag am Lillebælt (1897)
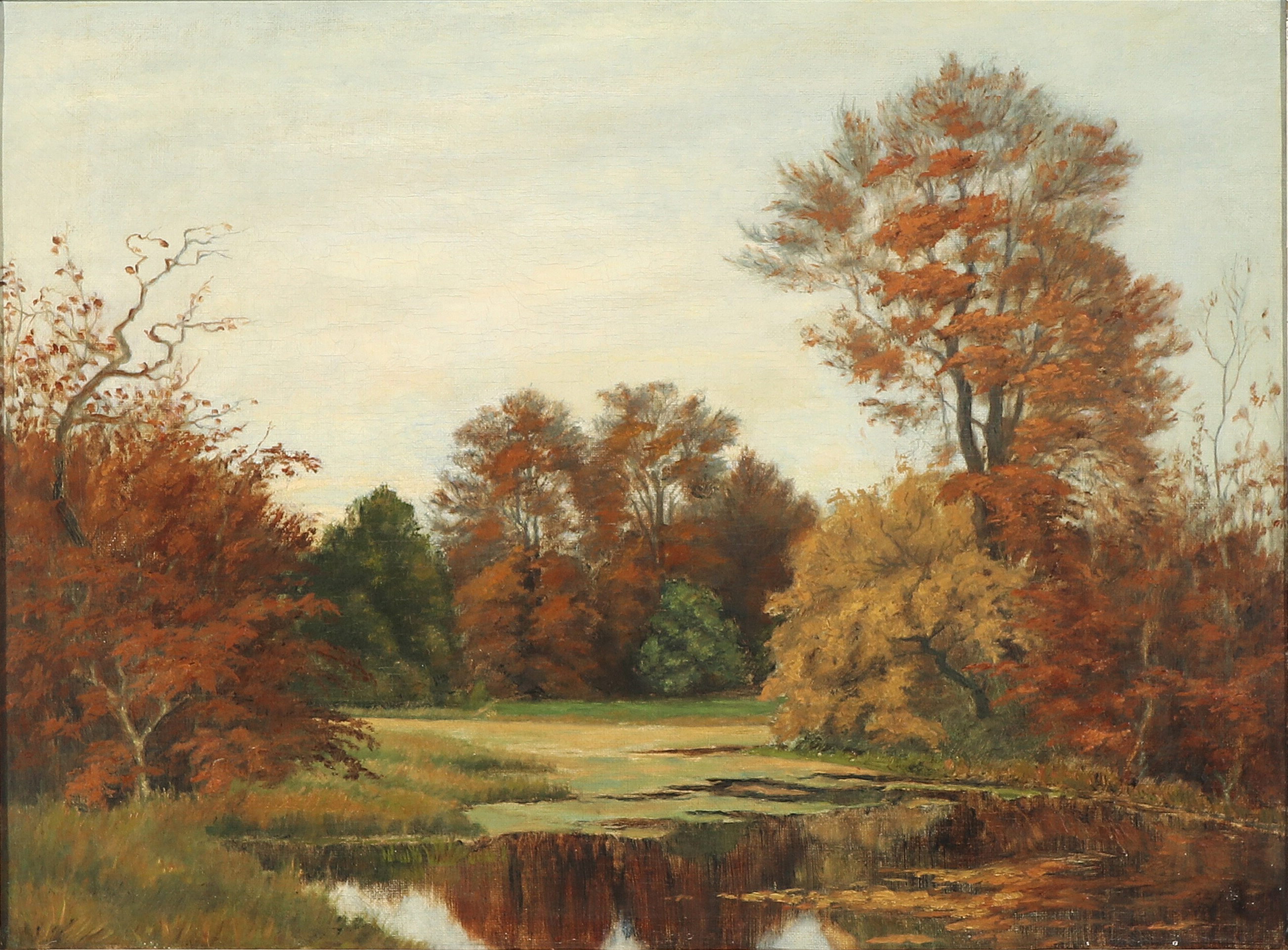
Herbstlandschaft an einem Waldsee
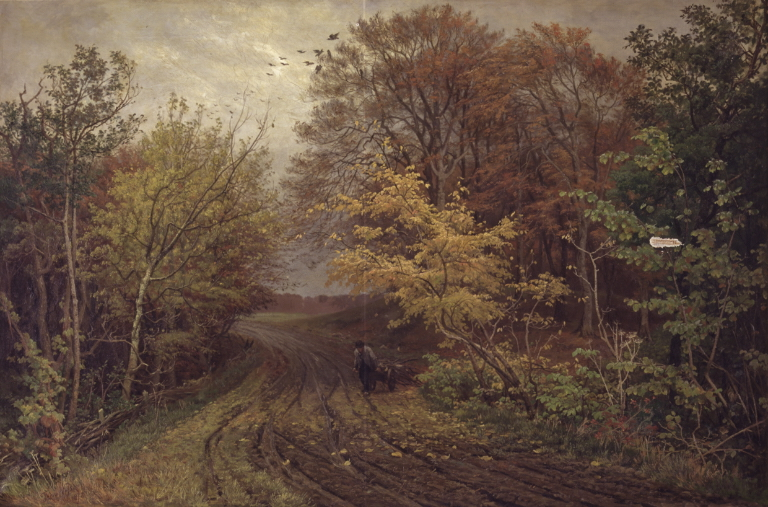
Weg im Wald von Borrevejle. Oktobertag (1878) – Statens Museum for Kunst
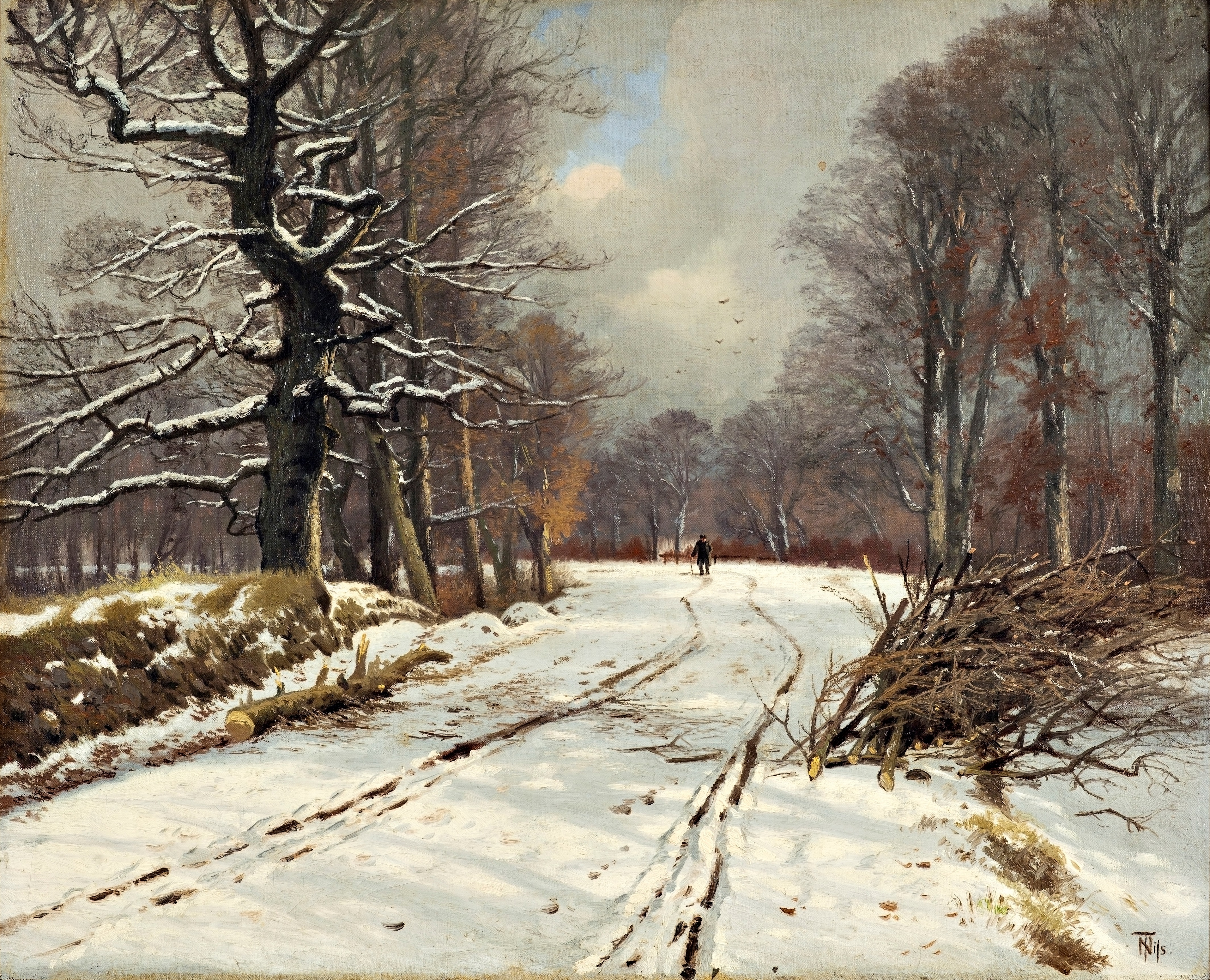
Winterbild aus dem Wald bei Hillerød – Nivaagaards Malerisamling
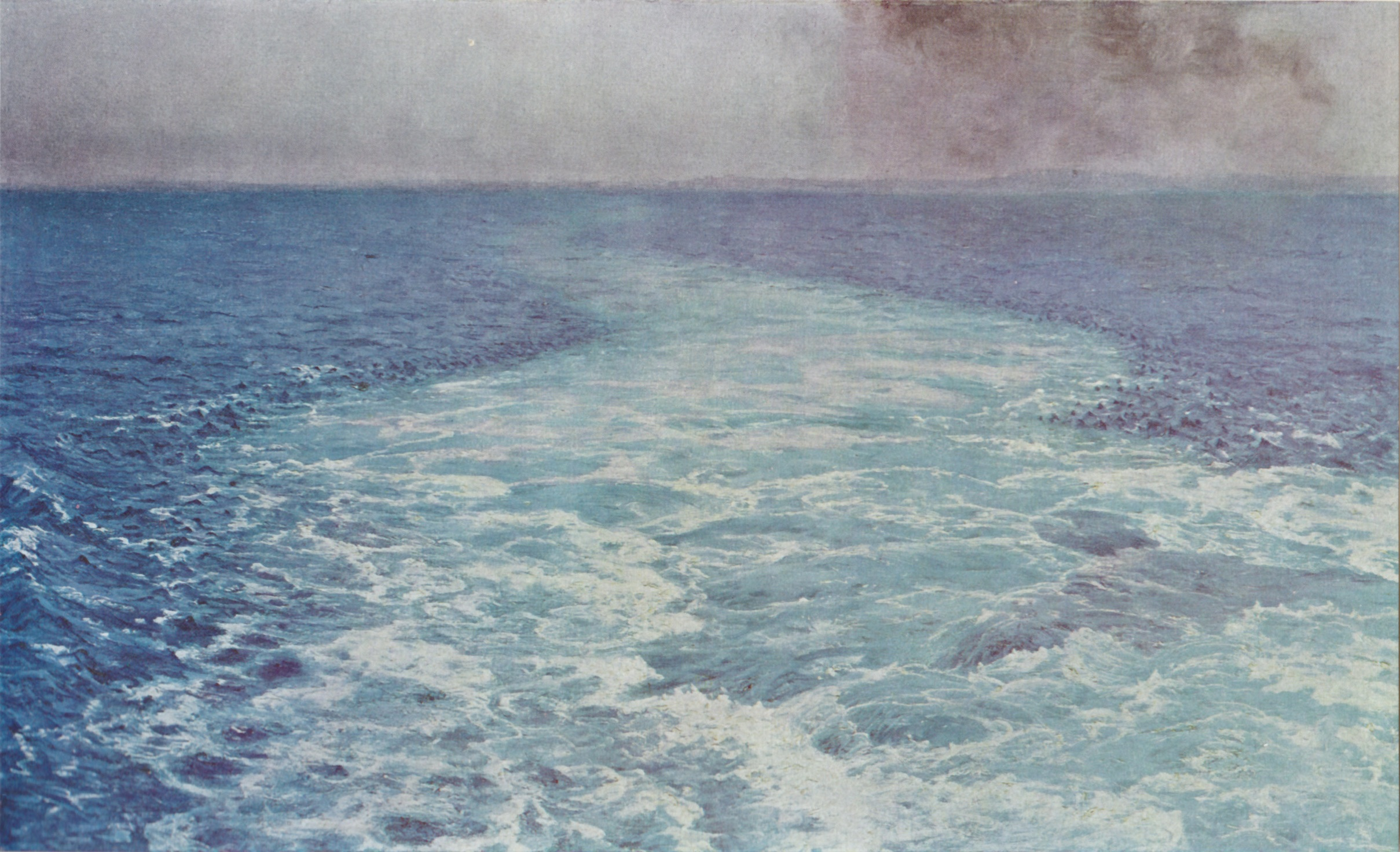
Kielwasser, Motiv aus dem Mittelmeerraum (1893) – Sammlung Hirschsprung
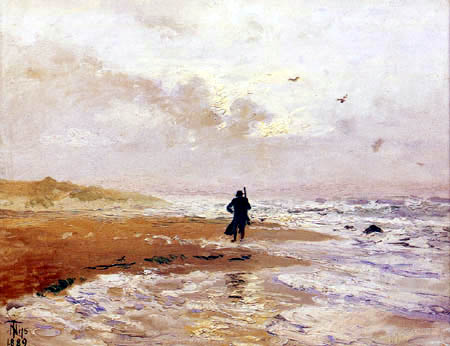
Strand bei Skagen (1889) – Sammlung Hirschsprung

## Ausstellungen (Auswahl)
Neben seiner regelmäßigen Teilnahme an den Frühjahrsausstellungen in Charlottenborg (1870–85, 1887–92, 1894–1902, 1904–05) war Thorvald Niss mit seinen Werken auf zahlreichen Ausstellungen vertreten. Einzelausstellungen im dänischen Kunstverein, der Foreningen for national Kunst, hatte er in Kopenhagen in den Jahren 1886, 1892, 1900 und 1914.
- 1882: „Erste internationale Kunstausstellung“, Wien[5]
- 1883: „Nordische Kunstausstellung“, Kopenhagen
- 1883: Glaspalast München (erneut 1888, 1890, 1891, 1892)[11]
- 1888: „Nordische Kunstausstellung“, Kopenhagen
- 1889: Weltausstellung, Paris
- 1891: „Internationale Kunst-Ausstellung veranstaltet vom Verein Berliner Künstler“, Berlin[12]
- 1895: „Nordische Kunstausstellung“, Lübeck
- 1895: Biennale von Venedig, Italien
- 1900: Weltausstellung, Paris
- 1901: „Raadhus-Ausstellung“, Kopenhagen
- 1907: „Werke dänischer Maler“, Guildhall, London
- 1933: „Kunsttagung Nordjütland“, Aalborg
- 1954: Kunstakademie-Ausstellung, Charlottenborg
- 1956: „Jütland in der dänischen Malerei“, Århus
- 1986: „Die 1880er Jahre in der nordischen Malerei“, Statens Museum für Kunst[1][9]